# ダンジョンマスター (MSX)
『ダンジョンマスター』は、アスキーから1986年に発売されたMSX用アクションロールプレイングゲーム。最大3人まで同時にプレイできるのが特徴。FTL GAMESが1987年に開発した同名ゲームとは無関係である。

## 概要
トップビュー形式の二次元ロールプレイングゲームである。戦闘は画面上の敵と体当たりすることによって行われる。魔法が使える場合には魔法で、盗賊なら弓での遠隔攻撃も可能である。
ゲームは地上の街(CITY OF GHOST)から始まる。マップは階段を通じて地下へとつながっており、地下のいずこかにあるエリスの指輪を入手するのが最終目的である。ダンジョンは最大地下10階までに合計31存在する。
街の壁は灰色の煉瓦、地下ダンジョンの壁は灰色の岩でできており、通路部分は黒一色という画面構成である。主人公は2色、敵はすべて単色で表されている。音楽も宿屋の外では終始変化せず、ダンジョンごとに背景が変わるということもない。
アクションRPGでありながらマルチプレイが可能なのが当作品の特徴であり、これを実現した同時期の作品には他にガントレットやダンジョンエクスプローラーがあった。当作品はこれら類似作品に比べて地味で単調な印象を禁じ得ないが、レアな武具やアイテムが入手できるかもしれないというアイテム探索に特化したゲームデザインが中毒性を生み出している。
主人公たちは最大3人一組のパーティを編成でき、単独でも複数でも行動できる。
ゲーム開始時に操作デバイス（キーボードおよびジョイスティックポート1／ポート2）を指定することで、最大3人でのマルチプレイにも「一人でマルチプレイ」にも対応する。1人のプレイヤーが複数名のキャラクターを操作する場合、キャラクター全員が同時に同じ方向へ進む。
当ゲームでは、敵モンスターをいくら倒しても経験値を得られるだけでゴールドやアイテムは入手できない。ゴールドやアイテムを入手するには、迷宮に点在する小部屋の中に安置された宝箱を開ける必要がある。
敵モンスターは通常、キャラクターのいる階層ごとに決まったものが出現する。ただし、そのフロアでは通常出現しない高ランクの敵モンスターが時折ランダムに出現することがあり、油断していると痛い目に遭う。

## 操作方法
- カーソルキーおよびジョイパッド十字キー： キャラクターの移動。(扉やバリケードに向かって)体当たりで壊す。(宝箱に向かって)宝箱を開ける。
- スペースキーまたはトリガA： コマンドモードに入る。(小部屋等の出入口で)部屋に出入りする。(階段の上で)階段を上り下りする。

## キャラクター登録
ゲームを開始すると、キャラクター登録画面に移る。プレイヤー1から3のそれぞれに対して、以前使用したキャラクターをパスワードでロードするか新規キャラクターを作成するかを順に選択する。
プレイヤー1が青、プレイヤー2は赤、プレイヤー3は緑のキャラクターとなる。システム上、ソロプレイをする場合でもダミーのキャラクターを登録しなくてはならないが、後述する宿屋で何度でもキャラクターを入れ替えることができる。

### 職業
戦士 (Fighter)
魔法は全く使用できないが、全ての武器防具を装備できる。レベルアップ時のHPの伸びも一番高い。
僧侶 (Cleric)
支援魔法を覚え、防具も中程度のものまでは装備できるが、刃物の武器は装備できない。
魔法使い (Magician)
攻撃魔法を覚えるが、MPが限られるため軽装備しかできないにもかかわらず接近戦を挑まざるを得ない。ソロプレイは困難だが、あるMP自動回復アイテムを入手できれば鬼畜と化す。
盗賊 (Thief)
軽装備しかできないが、弓を唯一装備できるので遠距離攻撃が可能。他の職業に比べて扉や宝箱を開けるのが異様に早い。
キャラクターメイキングで名前（英文字6文字まで）と職業を入力選択すると、最大HP（僧侶や魔法使いの場合は最大MPの値は最大HPと等しくなる）と所持ゴールドが乱数で決定される。それ以外のパラメータは無く、戦闘能力は装備品によってのみ決まる。

## 宿屋
老魔術師アルクの経営する宿屋。ここでは体力の回復やパスワードコンティニュー、パーティの編成ができる。
冒険から戻ったときにレベルアップ可能な経験値があれば、自動的にレベルが上がる。
HEALING
ゴールドと引き換えにHPを最大まで回復してくれる。1HPの回復につき1ゴールド掛かり、不足する場合はその分までしか回復されない。なおMPは出立時にHPと同じ値となる。
LEAVE
宿から旅立つ。出立した者のみでパーティを組むことになる。
STAY
パーティに参加せずに宿に留まる。
SPELL
パスワードコンティニュー。サブメニューのMASTERを選ぶと現在のキャラクターのパスワードを表示（ただし、HPが全快でなければ拒否される）。CASTを選ぶとキャラクターの変更（新規作成またはパスワードコンティニュー）。パスワードは三十一文字で短歌風になっている。
LEAVEかSTAYを選択すると、次のキャラクターの操作に移る。キャラクター3人の操作を終えると、出立したキャラクターだけでパーティを組んで冒険に出る。
出立したキャラクターには、老魔術師アルクが帰還の呪文を掛けてくれる（これにより冒険中に死亡しても、出立時の状態のままHP1で復活できる。ただし冒険中に得たものは全て失われる）。

## コマンド
ダンジョン探索時の画面構成は、大部分がトップビューのダンジョン表示で、画面下部にわずか文字2列（キャラクター名とウィンドウ枠を含めると4列）で構成されたキャラクター毎の表示ウィンドウが並んでいる。
ウィンドウには通常、HPとMPの現在値が表示されている。このウィンドウはコマンドメニュー使用時の表示欄も兼ねており、アイテムや魔法等を使用する際にはコマンドメニューから使いたいものを選択する。
BOW
盗賊にのみ存在。弓を所持していれば矢を放つ。
SPELL
僧侶と魔法使いにのみ存在。覚えている魔法を選択してキャストする。
USE
所持アイテムを選択して使用する。
DATA
現在の経験値、所持ゴールド、攻撃力とAC（アーマークラス）、持っている鍵、所持アイテムを順に表示する。
DROP
選択したアイテムを床に置く、もしくは捨てる。
アイテムを置くことのできない状態（外部通路や既にアイテム等のある地点、既にアイテムが2つ落ちている場合）にアイテムをドロップするとそのアイテムは消滅してしまう。
小部屋やギルド（アイテムショップ）の中では床に置くことができ、これを利用してキャラクター同士でのアイテムの受け渡しが可能。
END
コマンドモードから抜ける。SPELLやUSE、DROPのサブメニュー内にもあり、これを選択することでそれらサブメニューのキャンセルが可能。

## アイテム
アイテムは6つまで所持できる。アイテムは地面に落ちている上を通過することで自動的に拾う。武器防具は、所持している中で装備可能な最も強力なものを自動的に装備する。

### 鍵
ダンジョンにはところどころ鍵の掛かった扉が行く手を塞いでおり、奥へ進むには扉の色に対応した鍵を見つけ出す必要がある。鍵の色には緑・青・水色・赤・黄色・紫・白があり、この順に入手してゆくことになる。
鍵に限り各キャラクター個別のパラメータ扱いで、アイテムと異なりキャラクター間で受け渡すことはできない。
鍵は、特定の小部屋の敵モンスターを全滅させると出現する。

### アミュレット
ダンジョンの特定の箇所に、星状の印が書かれているところがある。これはアミュレットを使用したときのワープ先を示す魔法陣であり、同じ色のアミュレットに対応している。
アミュレットとそれに対応した魔法陣は、緑・青・水色・赤・黄色・紫・白の7色がある。対応するワープは少ないものの、ダンジョン奥地からの安全な帰還や奥地に戻る際の時間短縮に重宝する。
アミュレットは、特定の小部屋の敵モンスターを全滅させると出現する。一定回数の使用で消滅するが、何度でも入手することができる。

### 武器防具
ギルドで売っている武器防具は赤い色をしているが、ダンジョンには同種のものよりも高性能な水色の武器防具も落ちている。